# عثمان نوري تيكيلي
عثمان نوري تيكيلي (وُلد عام 1893، وتوفي في 3 شباط 1976) كان بيروقراطيًا تركيًا، شغل منصب الحاكم للعديد من المقاطعات.

## الحياة المبكرة والتعليم
ولد تكيلي في إسبرطة عام 1893. كان ابنًا لعمر فائق ولصديقة تيكيلي.
تلقى تيكلي تعليمه الابتدائي في مسقط رأسه إسبرطة. ثم التحق بمدرسة فيفا الثانوية في إسطنبول. تخرج من مكتب ملكية شاهاني (الآن، كلية العلوم السياسية، جامعة أنقرة [الإنجليزية]) عام 1914.

## الحياة الشخصية
كان أ. نوري تيكيلي متزوجًا ولديه ثلاث بنات، إحداهن هي سيفيم تيكيلي، مؤرخة العلوم التركية.